# 战地巫师
《愛在戰火迷亂時》（法語：Rebelle）是一部2012年加拿大剧情片，由Kim Nguyen编剧并执导，它在刚果民主共和国取景拍摄。于2012年2月在柏林影展上首映，女主角Rachel Mwanza获得了柏林影展最佳女演员奖，她还获得了2012年翠贝卡电影节最佳女演员奖。
本片获得第85屆奧斯卡金像獎最佳外语片提名。

## 角色
- 瑞秋·華沙 - Komona，12岁的少女，被叛军抓捕成为一名童子军，并被迫枪杀了自己的父母，后来成为叛军的巫师。在一次与政府军的战斗中与魔法师共同活了下来，两人离开叛军回到他的家乡成为一对少年夫妻，后来丈夫被叛军指挥官所杀，自己也被指挥官虏走成为性奴，她最终杀掉了指挥官并逃走，不过却已怀上了指挥官的孩子，最终把孩子生了下来并与魔法师的亲人生活到了一起。
- Alain Lino Mic Eli Bastien，叛军指挥官，最终被Komona所杀；
- Serge Kanyinda - 魔法师，叛军分子，后来成为Komona的丈夫，最终被指挥官所杀；
- Mizinga Mwinga - Grand Tigre Royal
- Ralph Prosper - 屠夫，魔法师的叔叔
- Jean Kabuya - School camp coach
- Jupiter Bokondji - Royal Tiger sorcerer
- Starlette Mathata - Komona的母亲
- Alex Herabo - Komona的父亲
- Dole Malalou - Coltan dealer
- Karim Bamaraki - Biker